# Дитяча гра (фільм, 2019)
«Дитяча гра» в українському прокаті назву локалізували як «Дитячі ігри» (англ. Child's Play) — фільм жахів 2019 року, який є ремейком-перезапуском однойменної стрічки 1988 року.

## У ролях
| Актор              | Роль            |
| ------------------ | --------------- |
| Обрі Плаза         | Карен Барклай   |
| Брайан Тайрі Генрі | Майк Норріс     |
| Гебріел Бейтман    | Енді Барклай    |
| Марк Гемілл        | Чакі            |
| Тім Метісон        | Генрі Каслан    |
| Марлон Казаді      | Омар Норріс     |
| Ніколь Ентоні      | детектив Вілліс |
| Ті Консільо        | Паг             |
| Беатріс Кітсос     | Фелін           |

## Створення фільму

### Виробництво
Зйомки фільму тривали з 17 вересня по 8 листопада 2018 року і проходили в Ванкувері, Канада. 15-16 грудня 2018 року та у квітні 2019 року відбулись перезйомки.

### Знімальна група
- Кінорежисер — Ларс Клевберг
- Сценарист — Тайлер Бертон Сміт
- Кінопродюсер — Сет Грем-Сміт, Девід Катценберг
- Композитор — Бір МакКрері
- Кінооператор — Брендан Уеграма
- Кіномонтаж — Том Елкінс
- Художник-постановник — Ден Германсен
- Артдиректор — Дуг Гірлінг
- Художник-декоратор — Рейчел Робінсон
- Художник-костюмер — Джорі Вудмен
- Підбір акторів — Челсі Елліс Блох[4]